# مکسی، کمبریج‌شر
مکسی (به انگلیسی: Maxey) یک روستا و محله مدنی در بریتانیا است که در پیتربورو واقع شده‌است.